# Gakuran

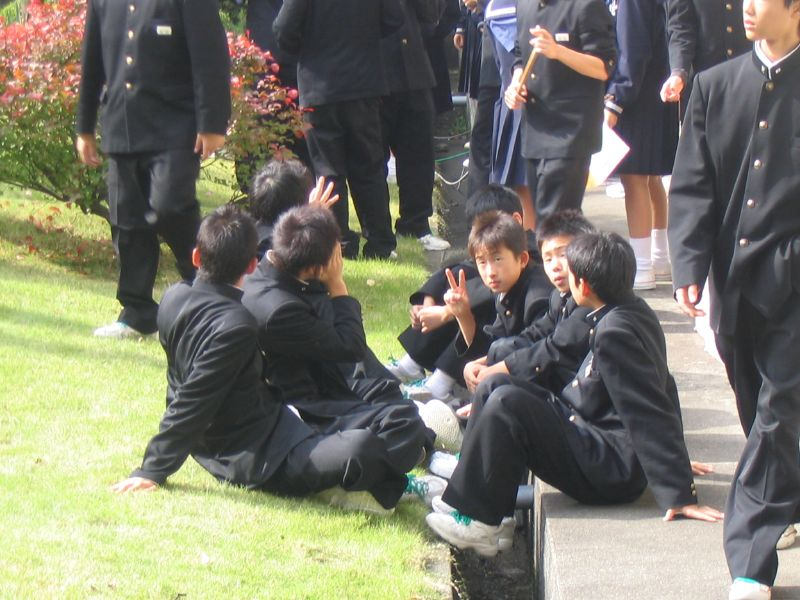
Japonští studenti v gakuranech

Gakuran (学ラン) nebo též cume-eri (詰め襟) je kabát, který je součástí japonské chlapecké školní uniformy.
Klasický Gakuran má vysoký, pevný límec spolu s výraznými mosaznými knoflíky, které obvykle nesou znak dané školy. Uniforma má buď černou nebo tmavě modrou barvu.
Japonské školní uniformy se objevily před koncem 19. století. Byly inspirovány pruskými vojenskými uniformami. Podobné uniformy také nosily školáci v Jižní Koreji a Číně před rokem 1949.
Kabát by se měl správně nosit s upraveným límcem a se zapnutými knoflíky. Kdo jej nosí buď s rozepnutým límcem nebo knoflíky, dostává nálepku „špatného hocha“, což je často vidět v anime a manga. Druhý knoflík odshora se obvykle dává dívce, která má chlapce ráda, a tento akt je považován za výraz lásky. Ostatní knoflíky se mohou darovat v případě, že o ně žádá více než jedna dívka.
Chlapecký oblek mohou nosit i dívky, které tak chtějí dosáhnout originality a stylu. Samozřejmě, že jej mohou obléknout pouze mimo školu. Na školních pozemcích musí dívky nosit sérá fuku, dívčí uniformu.